# Je m'en vais
Pour les articles homonymes, voir Je m'en vais (chanson).
Je m'en vais est un roman de Jean Echenoz paru le 7 septembre 1999 aux éditions de Minuit et ayant reçu le prix Goncourt la même année.

## Écriture du roman
Second volet d'un diptyque formel initié avec Un an, paru en 1997, dans lequel des éléments romanesques et des personnages se croisent à nouveau sous un autre angle ou point de vue littéraire – sans pour autant que les histoires se suivent ou soient indispensables l'une à l'autre pour la compréhension des intrigues –, Jean Echenoz emprunte son titre, qui de plus ouvre et clôt son roman de manière cyclique, à un passage de Molloy, premier volet de la « trilogie » de Samuel Beckett : 

« C'est à nouveau l'été. Il y a un an je partais. Je m'en vais. »

— Molloy de Samuel Beckett

## Distinctions
Je m'en vais reçoit le prix Goncourt en avance, quelques heures avant l'annonce officielle, contrairement à l'usage, et l'auteur et son éditeur Jérôme Lindon sont invités au déjeuner de l'Académie Goncourt chez Drouant. Il semble que le 3 novembre 1999, la réunion prévue pour déterminer les finalistes, l'Académie Goncourt décida d'attribuer le prix afin de devancer le prix Femina et les autres prix littéraires qui ont pour règle de distinguer un livre différent de leurs confrères.
Le roman est récompensé dès le premier tour, par sept voix contre trois à Vive l'enfer de Christophe Bataille. Les autres romans sélectionnés pour le Goncourt sont La Demande de Michèle Desbordes, Le Merle bleu de Michèle Gazier, L'Offrande sauvage de Jean-Pierre Milovanoff, Stupeur et Tremblements d'Amélie Nothomb, Une désolation de Yasmina Reza, Les Causes perdues de Jean-Christophe Rufin, Le Mal de mer de Marie Darrieussecq, Les Jardins du tigre de Michel Grisolia, Une seule femme de Pierre Hebey, Première Ligne de Jean-Marie Laclavetine, Mont Afrique de Jean-Claude Pirotte et Le Serment des barbares de Boualem Sansal.
Le roman est également élu meilleur livre de l'année 1999 par Lire.

## Résumé

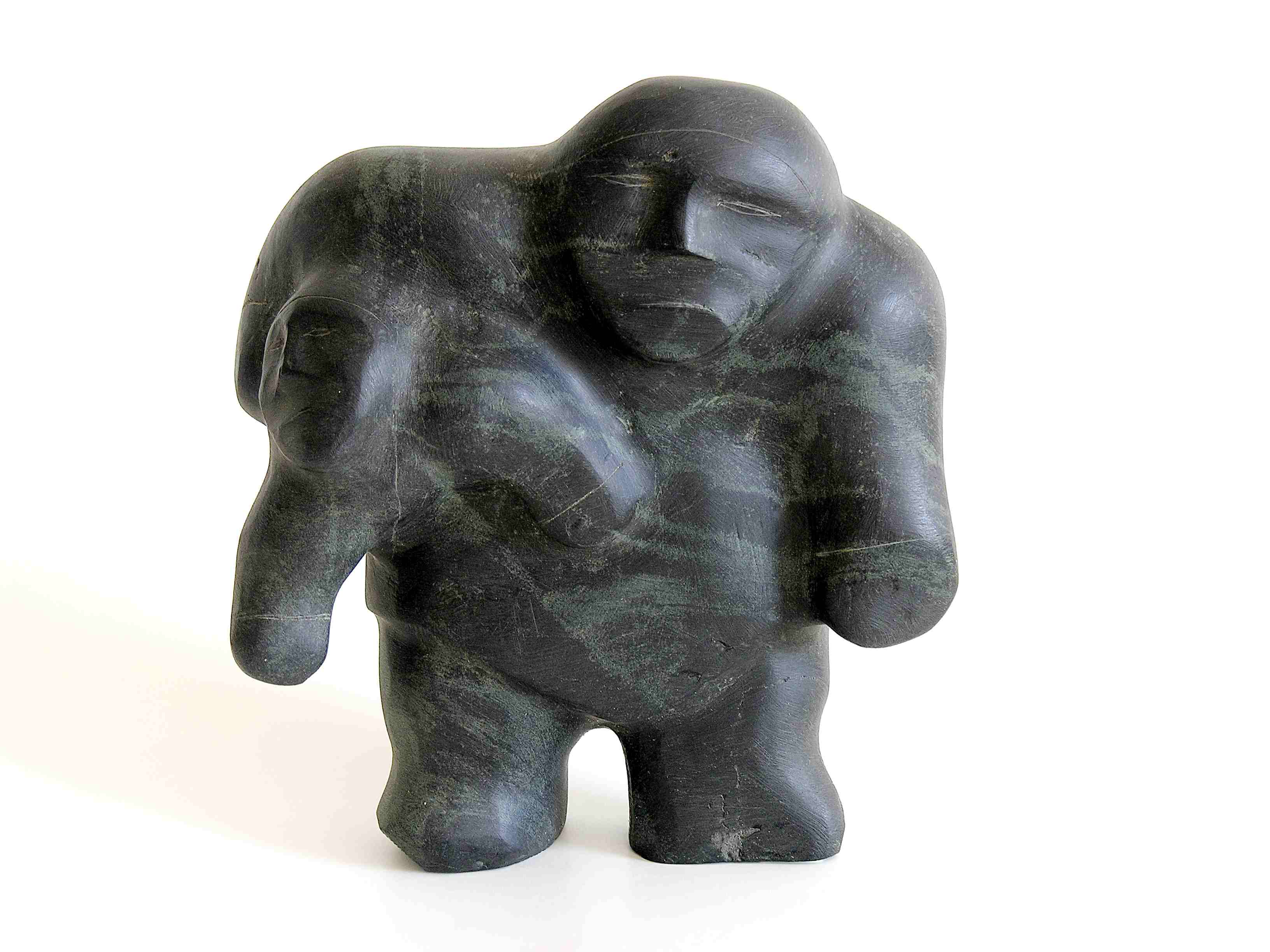
Homme et Enfant, sculpture en serpentine d'art inuit

## Analyse

### Un style très particulier
L'écriture de Jean Echenoz a un style qui, sans être incongru dans le paysage littéraire contemporain, reste très particulier. Je m'en vais comporte une intrigue, une histoire ; les caractéristiques habituelles d'un roman sont achevées. Cependant, l'intérêt de sa lecture réside au moins autant dans la « manière d'écrire » de Jean Echenoz que dans les péripéties ou le dénouement. C'est par son style que cet auteur atteint l'objectif d'un romancier : raconter, raconter par la voix d'un narrateur au ton familier, qui rapporte le discours des personnages sans jamais utiliser de guillemets. Ce style oralisant et familier permet au narrateur de s'imposer comme complice du lecteur. L'incipit du roman est un bon exemple de ce style particulier :

« Je m'en vais, dit Ferrer, je te quitte. Je te laisse tout mais je pars. »

L'objectif de l'auteur est de surprendre le lecteur par une apparente désinvolture dans la forme et, par là, de le charmer « en affectant de le considérer explicitement comme quelqu'un à qui l'on s'adresse ». L'abondance de détails dans un roman paru en 1999, trente ans après Pour un Nouveau Roman, ajoute à cette complicité de fait : le lecteur ne doit-il pas déceler ici un pastiche ou, du moins, un hommage au Nouveau roman des années 1970 (dont beaucoup d'auteurs ont paru chez Minuit) ?

### Deux niveaux de lecture
Le narrateur rapporte très souvent, de cette manière pour ainsi dire sans façon, les paroles ou les pensées du personnage principal, Ferrer. Ce style oralisant permet alors aussi d'envisager toute l'histoire tantôt du point de vue du narrateur, tantôt du point de vue du héros. Cette alternance, de par l'absence de guillemets, oblige le lecteur à être attentif : qui parle à tel moment du roman ? Est-ce le héros dont les pensées sont rapportées par le narrateur ? Est-ce le narrateur qui fait une remarque piquante sur le héros ? Est-ce indécidable ?
Jean Echenoz n'a pas de message à faire passer, pas d'histoire incroyable à raconter. Selon lui, « la mécanique et l'esthétique sont plus importantes que le message ». Il a, depuis toujours, gardé « un attachement à une forme de roman qu'on pourrait appeler roman d'action. Ou, plutôt, roman à double action : l'action que l'on raconte et l'action que l'on instille dans la façon de raconter, dans le mouvement de chaque phrase… »
Ce roman se lit donc à plusieurs niveaux : le niveau de l'histoire brute, explicite, et le niveau implicite où le narrateur existe, donne un avis, fait preuve d'humour. Cet implicite du narrateur est toujours assez déchiffrable pour lui permettre (ou est-ce l'auteur ?) une autodérision qui ne peut qu'ajouter au plaisir du texte ; le narrateur est même quelquefois franchement explicite (marque d'énonciation) :

« Changeons un instant d'horizon, si vous le voulez bien, en compagnie de l'homme qui répond au nom de Baumgartner. […] »